# Arturo La Pegna
Arturo La Pegna (17 luglio 1928 – Roma, 18 febbraio 2001) è stato un produttore cinematografico e produttore televisivo italiano.

## Biografia
Dopo aver lavorato a Firenze come rappresentante distributivo dei film per una casa di produzione hollywoodiana, passò al settore produttivo fondando la C.E.P. (Cine Edizioni Pubblicità) con la quale dal 1966 al 1976 produsse caroselli pubblicitari, soprattutto per Armando Testa, con il quale avrà un lungo sodalizio.
Nel 1974 produsse il suo primo film per il cinema, La rosa rossa, diretto da Franco Giraldi, ma il grande successo di pubblico arriva l'anno seguente, con il televisivo L'amaro caso della baronessa di Carini, diretto da Daniele D'Anza. Da quel momento finanziò diversi altri lavori per il piccolo e grande schermo, diretti tra gli altri da Dino Risi, Fabio Carpi, Folco Quilici e Gene Saks fino a poco prima della morte, avvenuta nel febbraio del 2001 all'età di 72 anni.
Ha avuto tre figli: Olivia, Alessio e Massimiliano, che lavorerà spesso con lui.

## Filmografia

### Produttore televisivo
- L'amaro caso della baronessa di Carini, regia di Daniele D'Anza (1975)
- Un anno di scuola, regia di Franco Giraldi (1977)
- Madame Bovary, regia di Daniele D'Anza (1978)
- Il balordo, regia di Pino Passalacqua (1978)
- La giacca verde, regia di Franco Giraldi (1979)
- Racconti fantastici, regia di Daniele D'Anza (1979)
- I cani di Gerusalemme, regia di Fabio Carpi (1984)
- ...e la vita continua, regia di Dino Risi (1984)
- Baciami strega, regia di Duccio Tessari (1985)
- Il corsaro, regia di Franco Giraldi (1985)
- Rose, regia di Tomaso Sherman (1986)
- La vita leggendaria di Ernest Hemingway, regia di José María Sánchez (1988)
- Carla e Rose, episodi di Quattro storie di donne, regia di Dino Risi e Tomaso Sherman (1989)
- Il segno del comando, regia di Giulio Questi (1992)
- Missione d'amore, regia di Dino Risi (1993)
- L'ombra abitata, regia di Massimo Mazzucco (1995)
- L'uomo che ho ucciso, regia di Giorgio Ferrara (1996)
- Nero come il cuore, regia di Maurizio Ponzi (1998)
- Da cosa nasce cosa, regia di Andrea Manni (1998)
- Avvocati, regia di Giorgio Ferrara (1998)

### Produttore cinematografico
- La rosa rossa, regia di Franco Giraldi (1973)
- Quartetto Basileus, regia di Fabio Carpi (1982)
- Cacciatori di navi, regia di Folco Quilici (1990)
- Cin cin, regia di Gene Saks (1991)
- Mi fai un favore, regia di Giancarlo Scarchilli (1996)
- Sulla spiaggia e di là dal molo, regia di Giovanni Fago (2000)
- Incontri di primavera, regia di Anna Brasi (2000) – uscito postumo nel 2002